# Unai Simón
Unai Simón Mendibil (Vitoria-Gasteiz, 1997. június 11.) spanyol labdarúgó, a spanyol válogatott tagja, és az Athletic Bilbao kapusa.

## Pályafutása
2011-ben csatlakozott az Athletic Bilbao akadémiájához a CD Vitoria csapatától. 2016. június 8-án került a második csapat keretébe. 2017. június 2-án José Ángel Ziganda meghívta az első keretbe. 2018. július 13-án aláírt első profi szerződését, ami 2023 nyaráig szólt. Két héttel később kölcsönbe adták az Elche CF csapatának, de Kepa Arrizabalaga távozása és Iago Herrerín sérülése miatt vissza rendelték rövidesen. Augusztus 17-én be is mutatkozott az élvonalban a CD Leganés ellen.
Tagja volt az aranyérmet szerző válogatottnak a 2015-ös U19-es labdarúgó-Európa-bajnokságon és a 2019-es U21-es labdarúgó-Európa-bajnokságon. 2020. augusztus közepén kapott meghívott először a felnőtt válogatottba, a Németország és Ukrajna ellen Nemzetek Ligája találkozókra, de pályára nem lépett. November 11-én debütált Hollandia elleni barátságos mérkőzésen.

## Statisztika

### Klub
2024. május 25-i állapot szerint
| Klub             | Szezon           | Bajnokság | Bajnokság | Kupa  | Kupa  | Nemzetközi | Nemzetközi | Egyéb | Egyéb | Összesen | Összesen |
| Klub             | Szezon           | Meccs     | Gólok     | Meccs | Gólok | Meccs      | Gólok      | Meccs | Gólok | Meccs    | Gólok    |
| ---------------- | ---------------- | --------- | --------- | ----- | ----- | ---------- | ---------- | ----- | ----- | -------- | -------- |
| CD Baskonia      | 2014–15          | 14        | 0         | 0     | 0     | —          | —          | —     | —     | 14       | 0        |
| CD Baskonia      | 2015–16          | 22        | 0         | 0     | 0     | —          | —          | —     | —     | 22       | 0        |
| Összesen         | Összesen         | 36        | 0         | 0     | 0     | 0          | 0          | 0     | 0     | 36       | 0        |
| Bilbao Athletic  | 2014–15          | 0         | 0         | 0     | 0     | —          | —          | —     | —     | 0        | 0        |
| Bilbao Athletic  | 2015–16          | 0         | 0         | 0     | 0     | —          | —          | —     | —     | 0        | 0        |
| Bilbao Athletic  | 2016–17          | 29        | 0         | 0     | 0     | —          | —          | —     | —     | 29       | 0        |
| Bilbao Athletic  | 2017–18          | 29        | 0         | 0     | 0     | —          | —          | 2     | 0     | 31       | 0        |
| Összesen         | Összesen         | 58        | 0         | 0     | 0     | 0          | 0          | 2     | 0     | 60       | 0        |
| Athletic Bilbao  | 2016–17          | 0         | 0         | 0     | 0     | —          | —          | —     | —     | 0        | 0        |
| Athletic Bilbao  | 2017–18          | 0         | 0         | 0     | 0     | —          | —          | —     | —     | 0        | 0        |
| Athletic Bilbao  | 2018–19          | 7         | 0         | 4     | 0     | —          | —          | —     | —     | 11       | 0        |
| Athletic Bilbao  | 2019–20          | 34        | 0         | 3     | 0     | —          | —          | —     | —     | 37       | 0        |
| Athletic Bilbao  | 2020–21          | 37        | 0         | 4     | 0     | —          | —          | 2     | 0     | 43       | 0        |
| Athletic Bilbao  | 2021–22          | 34        | 0         | 0     | 0     | —          | —          | 2     | 0     | 36       | 0        |
| Athletic Bilbao  | 2022–23          | 31        | 0         | 0     | 0     | —          | —          | —     | —     | 31       | 0        |
| Athletic Bilbao  | 2023–24          | 36        | 0         | 0     | 0     | —          | —          | —     | —     | 36       | 0        |
| Athletic Bilbao  | 2024–25          | 0         | 0         | 0     | 0     | —          | —          | 0     | 0     | 0        | 0        |
| Összesen         | Összesen         | 179       | 0         | 12    | 0     | 0          | 0          | 4     | 0     | 195      | 0        |
| Karrier összesen | Karrier összesen | 273       | 0         | 12    | 0     | 0          | 0          | 6     | 0     | 291      | 0        |

1. ↑  Magában foglalja: Spanyol szuperkupa és a rájátszást.

### Válogatott
2022. június 12-i állapotnak megfelelően.
| Spanyolország | Spanyolország | Spanyolország |
| Év            | Mérk.         | Gólok         |
| ------------- | ------------- | ------------- |
| 2020          | 3             | 0             |
| 2021          | 17            | 0             |
| 2022          | 5             | 0             |
| Összesen      | 25            | 0             |

## Sikerei, díjai

### Klub
- Athletic Bilbao
  - Spanyol kupa: 2023–24
  - Spanyol szuperkupa: 2020–21

### Válogatott
- Spanyolország U19
  - U19-es labdarúgó-Európa-bajnokság: 2015

- Spanyolország U21
  - U21-es labdarúgó-Európa-bajnokság: 2019

- Spanyolország
  - UEFA Nemzetek Ligája: 2022–23
  - Labdarúgó-Európa-bajnokság: 2024